# Pennask Lake Park
Pennask Lake Park är en park i Kanada.   Den ligger i provinsen British Columbia, i den södra delen av landet, 3 300 km väster om huvudstaden Ottawa. Pennask Lake Park ligger 1 438 meter över havet. Den ligger vid sjön Pennask Lake.
Terrängen runt Pennask Lake Park är kuperad åt nordost, men åt sydväst är den platt. Trakten runt Pennask Lake Park är nära nog obefolkad, med mindre än två invånare per kvadratkilometer.. Det finns inga samhällen i närheten. 
I omgivningarna runt Pennask Lake Park växer i huvudsak barrskog.